# Trachusa autumnalis
Trachusa autumnalis är en biart som först beskrevs av Roy R. Snelling 1966. Trachusa autumnalis ingår i släktet hartsbin och familjen buksamlarbin. Inga underarter finns listade.

## Beskrivning
Arten har svart grundfärg med blekgula teckningar, som formar avbrutna band på bakkroppen.

## Ekologi
Trachusa autumnalis är sällsynt, och litet är känt om den. Man vet dock att den är specialiserad på korgblommiga växter.
Arten är ett solitärt bi, det vill säga det är icke samhällsbildande, utan varje hona sörjer själv för sin avkomma.

## Utbredning
Arten förekommer endast i södra Kalifornien (inklusive Coloradoöknen) och i Baja California i Mexiko.